# Lanestosa
Lanestosa – gmina w Hiszpanii, w prowincji Biskaja, w Kraju Basków, o powierzchni 1,25 km². W 2011 roku gmina liczyła 264 mieszkańców.